# Никитинское (Рязанская область)
Никитинское — село в Старожиловском районе Рязанской области России, входит в Старожиловское городское поселение.
Расположено на ручье Каменка (приток Истьи) в 37 км к югу от центра Рязани.

## История
Село Никитинское возникло между двумя дорогами, идущими на Пронск и Ряжск. В начале XVII века в качестве сельца значится в числе вотчин боярина Фёдора Ивановича Шереметева, который в 1633 году передал Никитинское, Переладниково тож с деревнями и пустошами Кирилло-Белозерскому монастырю на помин души своего сына Алексея. В вотчине проживали 145 крестьян, 13 бобылей, имелись двор боярский и два двора людских. В описи имущества Кирилло-Белозерского монастыря, составленной в 1668 году, указано, что в селе Никитинском имеется церковь Космы и Дамиана. Согласно окладным книгам 1676 года, церковь называется уже Кирилловской. Всего в Никитинском и в деревне Хрущёво, которая входила в приход Кирилловской церкви, в то время было 65 дворов.
В 1859 году в деревне было 88 дворов, в которых проживали 518 человек. В 1864—1871 годах в селе была построена новая деревянная церковь в честь преподобного Кирилла Белозерского, в 1873 году сооружена колокольня, тогда же разобрана старая церковь. В 1864—1876 годах в селе работала школа. Помимо земледелия, местные крестьяне занимались дублением кож, а также направлялись на заработки в Москву и Санкт-Петербург. В 1885 году Никитинский приход насчитывал 1557 человек (мужчин — 720, женщин — 837), из которых 150 были грамотными.

## Население
| 1859 | 1897 | 1906 | 2010 | 2023 |
| ---- | ---- | ---- | ---- | ---- |
| 518  | ↗702 | ↗958 | ↘33  | ↘25  |

## Достопримечательности
На окраине села расположено сельское кладбище.